# S-メチルメチオニン
S-メチルメチオニン (S-methylmethionine), 塩化メチルメチオニンスルホニウム (MMSC) は、化学式が [(CH3)2S(CH2)2CH(NH2)CO2H]+ で表されるメチオニン誘導体。水溶性の化合物であり、熱に弱い。別名にビタミンUがある。
ビタミンUという名称は、1940年に米国のガーネット・チェニー博士がキャベツの中に抗潰瘍性因子が存在することを発見し、当時不明であったこの成分をビタミンU（Uは潰瘍を意味するulcerの頭文字）と名付けたことに由来する。ただし、ビタミンの定義を満たさないため、現在ではビタミン様物質に分類されている。
日本でもMMSCの消化性潰瘍に対する効果が注目され、1959年に本化合物を主成分とする胃腸薬「キャベジンU コーワ」が興和株式会社より発売された。
また、欧米では魚介加工品等に対して香りの再現を目的に添加されている。日本においても、香料として使用することができる。